# Discriminación contra las personas no binarias
La discriminación o prejuicio contra las personas no binarias (personas que no se identifican como enteramente o exclusivamente masculinas o femeninas), llamado de exorsexismo, es una forma de sexismo y un tipo específico de transfobia. Tanto personas cisgénero como personas transgénero binarias (hombres y mujeres), independientemente de su orientación sexual, pueden ejercer esta discriminación.

## Discriminación social
Un estudio de 2008 de la National Transgender Discrimination Survey (encuesta nacional sobre discriminación hacia personas transgénero de Estados Unidos) mostró que las personas no binarias tenían más probabilidades que las personas trans binarias (hombres trans y mujeres trans) de sufrir ataques físicos (32% contra 25%), sufrir brutalidad y acoso policial (31% contra 21%), y salirse de tratamientos médicos debido a la discriminación (36% contra 27%). Este estudio también encontró que era más probable que estas personas fueran racializadas (30% contra 23%) y jóvenes (menores de 45 años) que en el caso de las personas trans binarias (89% contra 68%). En otro estudio de la National LGBTQ Task Force de Estados Unidos, se observó que era más común que participantes que no se identificaban como hombre o como mujer fueran multirraciales, negros o asiáticos que latinos o blancos, en comparación a aquellas personas que se identificaban como hombre o como mujer. El 20% de las personas no binarias vivía en la categoría más baja de ingresos familiares.
La discriminación social en el contexto de la discriminación contra personas no binarias incluye la justificación de violencia motivada por el odio y este tipo de violencia en sí misma. Roffee y Waling, investigadores de Australia, descubrieron en 2016 múltiples fronteras mientras investigaban los discursos de odio y la violencia contra las personas LGBTI debido a la naturaleza confrontante de las entrevistas, que tenían el potencial de afligir a las personas participantes. Además de esto, es posible que hubiera habido personas que decidieran no participar por el miedo a ser angustiados. Una vez finalizado el estudio, Roffee y Waling descubrieron que muchas de las agresiones sufridas por los participantes podrían haber requerido intervención policial, pero que no la solicitaron por motivos personales.

## Discriminación laboral

### Estados Unidos
La tasa de desempleo de las personas transgénero es aproximadamente el doble de la de las personas cisgénero. En la National Transgender Discrimination Survey de la LGBTQ+ Task Force, se encontró que casi todas las personas no binarias habían sufrido discriminación laboral. Los resultados demuestran que estar fuera del armario como persona no binaria afecta negativamente en los resultados de empleo de esa persona. Aunque las personas no binarias tienen una tasa de desempleo mayor que las personas binarias en general, las personas no binarias que no tienen «pase de mujer» generalmente encuentran más duro el entorno laboral.
El 19% de las personas trans no binarias declaró haber perdido su empleo debido a prejuicios tránsfobos, y el 90% declaró haber sufrido prejuicios tránsfobos en el trabajo. Al 78% de aquellas personas que transicionaron mientras estaban en un empleo les alegró haber tomado esa decisión, y relataron que se sentían más a gusto en el trabajo, pero también que sufrían más discriminación.

## Discriminación sanitaria

### Estados Unidos
En la National Transgender Discrimination Survey de 2008, se descubrió que el 14% de las personas que no siguen las normas de género declararon haber sufrido discriminación en la atención sanitaria, aunque para el 36% es «más probable que evite la atención sanitaria estando enfermo o herido debido al miedo a la discriminación». El 43% podría haber intentado suicidarse en comparación con la tasa del 1,6% de los Estados Unidos. Una encuesta realizada a la población LGBT rural sugirió que era tres veces más probable que pacientes transgénero y no binarios buscaran proveedores de servicios sanitarios que ya tuvieran otros pacientes LGBT. También era tres veces más probable que condujeran durante alrededor de una hora para visitar a su médico debido «al hecho de que en el último año, uno de cada diez había visitado una clínica específica LGBT, que suelen estar localizadas en áreas urbanas». Las personas transgénero y no binarias generalmente buscan una mayor atención por el estigma y la falta de conocimiento de sus experiencias por parte de médicos rurales.

### Reino Unido
En una encuesta similar llevada a cabo por UK Trans Info, la gran mayoría de participantes no binarios declaró «miedo a que le nieguen el tratamiento» como el principal motivo para no buscar atención sanitaria. Muchos relataron sufrir ansiedad por tener que ocultar su identidad o «pretender ser alguien que no son» para poder recibir tratamiento. Como resultado, el 20% declaró haberse automedicado como alternativa. En la misma encuesta, se declaró que la mayoría de las personas no binarias usan el NHS (sanidad pública) en lugar de la sanidad privada. El 46% de las personas que acuden a la sanidad pública se presentan como binarios para recibir el tratamiento y el 72% lo hace cuando acude a servicios privados.

### Australia
El cuidado de ancianos en Australia alienaba a las personas no binarias mediante el uso de prácticas y actividades sociales estrictamente masculinas o femeninas hasta que se introdujeron cambios en el sistema sanitario. En un intento de crear una experiencia más equitativa para ancianos LGBT y ancianos que no siguen las normas de género, el gobierno australiano creó la «National LGBTI Ageing and Aged Care Strategy, el primer proyecto federal en el mundo enfocado en personas LGBTI ancianas» en 2012. La Sex Discrimination Act 1984 también se actualizó en 2013 para incluir la orientación sexual, el estado civil, la identidad de género y la intersexualidad.

## Discriminación legal

### Estados Unidos
A pesar de que es más probable que las personas no binarias alcancen niveles educativos más altos en comparación a la media general, el 90% de las personas no binarias se enfrenta a discriminación, a menudo en forma de acoso en el lugar de trabajo. El 19% de personas no binarias declaró haber perdido su empleo por su identidad. No existen leyes que prohíban la discriminación específica contra las personas no binarias. Sin embargo, el Título VII de la Ley de Derechos Civiles de 1964 y la versión propuesta actualmente de la Employment Non-Discrimination Act federal usan términos como «identidad de género» y «expresión de género», categorías en las que las personas no binarias entran debido a que su identidad y expresión de género no puede definirse como masculina o femenina.
Doce Estados tienen actualmente leyes que prohíben la discriminación por motivos de identidad de género. A pesar de estos esfuerzos, las personas no binarias están sujetas a mayores tasas de agresiones físicas y sexuales y acoso policial que las personas que se identifican como hombre o mujer, posiblemente por su expresión de género o presentación.

#### Documentos de identidad
Según el Transgender Law Center, el 70% de las personas transgénero no pueden actualizar sus documentos de identidad y un tercio ha sido acosado, agredido o le han dado la espalda al buscar servicios básicos, y un tercio no puede actualizar sus documentos después de su transición.
En 2016, el Departamento de Estado de los Estados Unidos fue demandado por denegar el pasaporte a Dana Zzyym, veterano de guerra intersexual y no binario. Zzyym escribió «intersexual» en el formulario de solicitud de su pasaporte en lugar de «hombre» o «mujer», que eran las dos únicas categorías disponibles en el formulario. A Zzyym le denegaron el pasaporte, lo que hizo que organizaciones LGBTQ pusieran una demanda al Departamento de Estado en favor de Zzyym. El grupo activista Lambda Legal defendió términos de género neutro y una tercera opción en los pasaportes, argumentando que los campos existentes en los pasaportes violaban la Due Process Clause y la Cláusula sobre protección igualitaria de la Constitución de los Estados Unidos. El Departamento de Estado arguyó que añadir campos de género a los pasaportes sería contraproducente para los esfuerzos por combatir el robo de identidades y los fraudes. El juzgado dictaminó a favor de Zzyym, siendo la primera vez en la historia de los Estados Unidos en la que el gobierno federal reconoció a las personas no binarias.
California, el Distrito de Columbia, la ciudad de Nueva York, el Estado de Nueva York, Iowa, Vermont, Oregón y el estado de Washington ya han eliminado los requisitos quirúrgicos para cambiar los certificados de nacimiento. En estos estados, para cambiar el género especificado en un certificado de nacimiento hay que rellenar un formulario estandarizado, pero sin necesidad de aprobación legal o médica. En Washington D. C., las personas solicitantes rellenan la mitad superior del formulario y un profesional de un servicio sanitario o social rellenan la mitad inferior. En otros Estados, las personas pueden encontrar obstáculos a la hora de obtener una orden judicial para cambiar los documentos. Tennessee es el único Estado que tiene una ley específica que prohíbe alterar la designación de género de los certificados de nacimiento debido a cirugía de género, mientras que Idaho y Ohio tienen la misma prohibición, pero por la decisión de un tribunal en lugar de por una ley. En Puerto Rico, territorio de Estados Unidos, un tribunal dictaminó que los marcadores de género no se pueden modificar en los documentos de identidad bajo ninguna circunstancia.
En California, la Gender Recognition Act de 2017 se propuso al Senado de Estado en Sacramento en enero de 2017, y se promulgó como ley por el gobernador Jerry Brown el 19 de octubre de ese mismo año. La ley reconoce «no binario» como tercera opción de género que puede ser usada en documentos expedidos por el estado, como los carnets de conducir, para reflejar de forma más precisa el género de las personas. El borrador del proyecto de ley SB179 fue realizado por los senadores Toni Atkins y Scott Wiener. La ley también facilita el cambio de documentos existentes mediante la sustitución del requisito de declaraciones por parte de médicos por una declaración jurada de la persona que quiere hacer el cambio. El director ejecutivo de Equality California comentó: «es cosa del individuo—no de un juez o incluso de un médico—definir su identidad de género.»
Actualmente, solo se tiene constancia de dos ciudadanos de los Estados Unidos que se han registrado legalmente como no binarios. En Oregón, Jamie Shupe pudo declarar su género como no binario en junio de 2016, después de una breve batalla legal y una exitosa petición para el cambio legal del género registrado. Siguiendo los pasos de Shupe, Sarah Kelly Keenan de California también pudo cambiar legalmente su marcador de género a no binario en septiembre de 2016. Tras los exitosos casos de Shupe y Keenan, más personas han encontrado la inspiración para tomar parte en la batalla de cambiar su marcador de género a no binario. Se espera que conduzca a la normalización de los géneros no binarios como legales, pero aún no existen leyes federales que lo permitan.

#### Alojamiento
A partir de 2017, estudiantes transgénero y de género fluido, entre otros, tienen prioridad para elegir alojamiento en La Nueva Escuela de Nueva York.

### Reino Unido
No hay reconocimiento legal de las personas no binarias en el Reino Unido. La Gender Recognition Act 2004 permite solamente a mujeres y hombres transgénero solicitar un certificado de reconocimiento de género para sus documentos legales, pero demostrando «haber vivido como el género a solicitar durante dos años» y demostrando posesión de un diagnóstico de disforia de género expedido por al menos dos profesionales.

### Australia
En 2014, la Corte Suprema de Australia reconoció legalmente «no binario» como una categoría para los documentos legales. Después de que un ciudadano llamado Norrie May-Welby solicitara una tercera categoría de género en su documentación legal y se la rechazaran, May-Welby decidió llevar este caso a la comisión de Derechos Humanos de Australia y su tribunal de apelación, en 2010. Tras una batalla legal que duró cuatro años, May-Welby finalmente ganó el caso. Tras esto y la legalización de la situación en Nueva Gales del Sur, el Territorio de la Capital Australiana tomó la decisión de promulgar una ley que reconoció las identidades no binarias. Aunque fue un paso en una dirección positiva para las personas no binarias australianas, la ley carece actualmente de políticas sobre matrimonio y reconocimiento de uniones civiles entre personas no binarias. Debido a esto, las personas australianas registradas como no binarias pueden no ser capaces de casarse legalmente.
Además de los problemas con el matrimonio, la solicitud para el reconocimiento legal requiere pruebas de haberse sometido a cirugía de reasignación de sexo. Debido a que las personas no binarias viven fuera del dual de género, este tipo de cirugías no es algo que siempre deseen.